# Bức thư Tawagalawa
Bức thư Tawagalawa (CTH 181) được viết bởi một vị vua Hittite (được chấp nhận rộng rãi là Hattusili III) gởi cho một vị vua của Ahhiyawa vào khoảng năm 1250 trước công nguyên. Lá thư này, chỉ còn bảo tồn được bản thứ ba, liên quan tới những hành động của Piyama-Radu chống lại Hittites, và yêu cầu giao nộp người này lại về Hatti với sự đảm bảo hành trình an toàn. Nó được đặt tên này vì có đề cập tới người em của vua của Ahhiyawa tên là Tawagalawa – một cái tên được liên hệ với tên Hy Lạp Etewoklewes, Eteocles, từ đó mang lại sự nổi tiếng cho lá thư.
Ban đầu, không ai nghi ngờ gì phần đầu bức thư nói về các hành động của Tawagalawa. Sau khi Itamar Singer và Suzanne Heinhold-Krahmer phát biểu ý kiến của họ thiên về Piyama-Radu vào năm 1983, đa số các học giả giảm Tawagalawa xuống một vai trò thấp trong bức thư. Tuy vậy tồn tại các khó khăn về chuyên môn để chấp nhận Piyama-Radu là người đã đề nghị trở thành chư hầu của vua Hittite (xem F. Schachermeyer, "Mykene und das Hethiterreich", Vienna 1986, 227).
Piyama-Radu cũng được nhắc tới trong lá thư Manapa-Tarhunta (khoảng 1295 TCN) và được nhắc ở thì quá khứ trong lá thư Milawata (khoảng 1240 TCN). Lá thư Tawagalawa cũng nhắc đến Miletus (như "Millawanda") và thành phố lệ thuộc Atriya, giống như lá thư Milawata; và người cầm quyền Atpa của nó, giống như lá thư Manapa-Tarhunta (mặc dù lá thư không nhắc tới đất phong của Atpa).
Bức thư mang phong cách đàm thoại vốn được gắn với Hattusili III (1265-1235 TCN). Tuy vậy Oliver Gurney trong cuốn "Tác giả của lá thư Tawagalawas" (Silva Anatolica, 2002, 133-41) lập luận rằng lá thư này là của anh trai ông ta là Muwatalli II (1295-1272 TCN). Nhưng nếu lá thư Milawata ra đời sau bức thư này, và nếu lá thư đó là của Mursili II (1322-1295 TCN), thì lá thư Tawagalawa có thể thuộc về Mursili vào cuối những năm 1300 TCN, nhưng sau khi kết thúc biên sử của ông.
Trong lá thư này, vị vua Hittite đã ám chỉ tới sự xung đột trước đó giữa Hittite và Ahhiyawa về Wilusa, mà đến lúc đó đã được hòa giải:
"Bây giờ khi chúng ta đã đi đến một hiệp ước về Wilusa mà đã khiến chúng ta đi đến chiến tranh…"